# Graziella Sciutti
Graziella Sciutti (ur. 17 kwietnia 1927 w Turynie, zm. 9 kwietnia 2001 w Genewie) – włoska śpiewaczka operowa, sopran.

## Życiorys
Studiowała w Akademii Muzycznej św. Cecylii w Rzymie. Już jako nastolatka śpiewała starowłoskie arie i nagrywała dla radia. Debiutowała w 1950 roku na festiwalu w Aix-en-Provence jako Elizetta w Il matrimonio segreto Domenico Cimarosy, rok później kreowała tam też rolę Lucy w The Telephone Gian Carlo Menottiego. W 1954 roku kreowała rolę Marianny w prapremierowym przedstawieniu opery Les caprices de Marianne Henri Saugueta. W tym samym roku wystąpiła w roli Rozyny w Cyruliku sewilskim na festiwalu operowym w Glyndebourne. W 1955 roku kreowała rolę Papageny w Czarodziejskim flecie pod batutą Herberta von Karajana w mediolańskiej La Scali. Rolą Oskara w Balu maskowym debiutowała w 1956 roku w Covent Garden Theatre w Londynie. Gościnnie śpiewała w Opéra de Paris, Operze Wiedeńskiej i na festiwalu w Salzburgu. Do jej popisowych ról należały Despina w Così fan tutte i Norina w Don Pasquale.
Po zakończeniu kariery scenicznej zajęła się reżyserią operową. W 1977 roku wystawiła na festiwalu operowym w Glyndebourne La voix humaine Francisa Poulenka we własnej inscenizacji. Od 1986 roku prowadziła szkołę śpiewu we Florencji.